# New Holland Agriculture
New Holland Agriculture, більш відома під торговою маркою New Holland — машинобудівна компанія зі штаб-квартирою в італійському Турині, зайнята в галузі виробництва сільськогосподарської техніки. Входить до структури «CNH Industrial».

## Історія

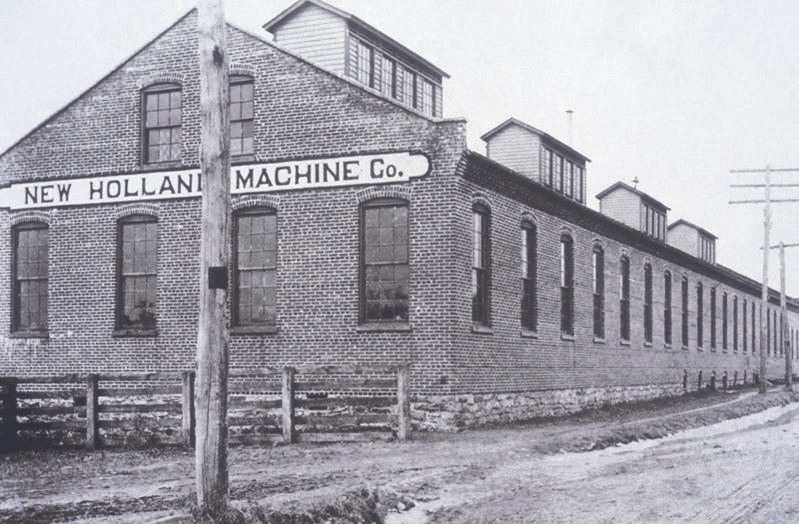
Перший цех «New Holland» у Нью-Голланд, Пенсильванія

Сучасна «New Holland Agriculture» утворена внаслідок інтеграції чотирьох брендів: «Fordson», «Fiat Trattori», «Claeys» та «New Holland».
Компанія «New Holland» заснована в 1895 році Абе Циммерманом у місті Нью-Голланд, Пенсільванія, і спочатку виробляла сільськогосподарську продукцію, включаючи комбікорм. У 1947 році після поглинення «Sperry Rand Corporation» змінила назву на «Sperry New Holland». Того ж року компанією розроблено газонокосарку нового типу. У 1964 році «Sperry New Holland» придбала мажоритарний пакет «Claeys».
«Claeys» заснована в 1906 році бельгійським механіком Леоном Клейсом. Фірма почала виробляти молотильні агрегати, а в 1909 році побудувала завод у Зедельгемі, Бельгія, де і нині функціонує збиральне підприємство вже інтегрованої компанії. До 1960-х років «Claeys» був одним з найбільших виробників комбайнів у Європі.
У 1975 році компанія «Sperry New Holland» представила перший у світі двороторний комбайн.

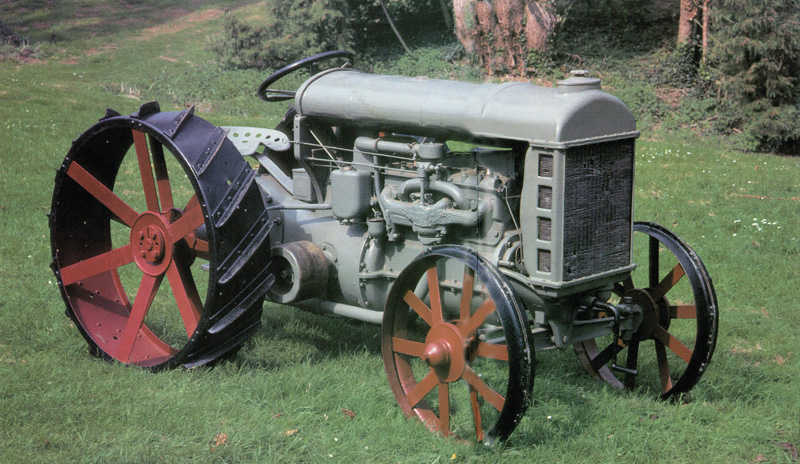
Трактор «Model F», випускався з 1917 року

У 1986 році об'єднано активи «Ford» та «Sperry New Holland», внаслідок чого утворено «Ford New Holland Inc.».
У 1907 році «Ford» випустив прототип першого у світі серійного бензинового трактора. За десять років розпочалося серійне виробництво трактора, який отримав назву «Fordson Model F» і випускався у цехах «Henry Ford & Son Company». У 1939 році «Ford» представив триточкову тягу на серії тракторів «N». У 1980-х роках «Ford» був одним з основних виробників сільгосптехніки і його підрозділ з випуску тракторів відповідав за ряд галузевих інновацій, включаючи використання силової гідравліки, гумових пневматичних шин, дизельних двигунів та триточкової тяги.

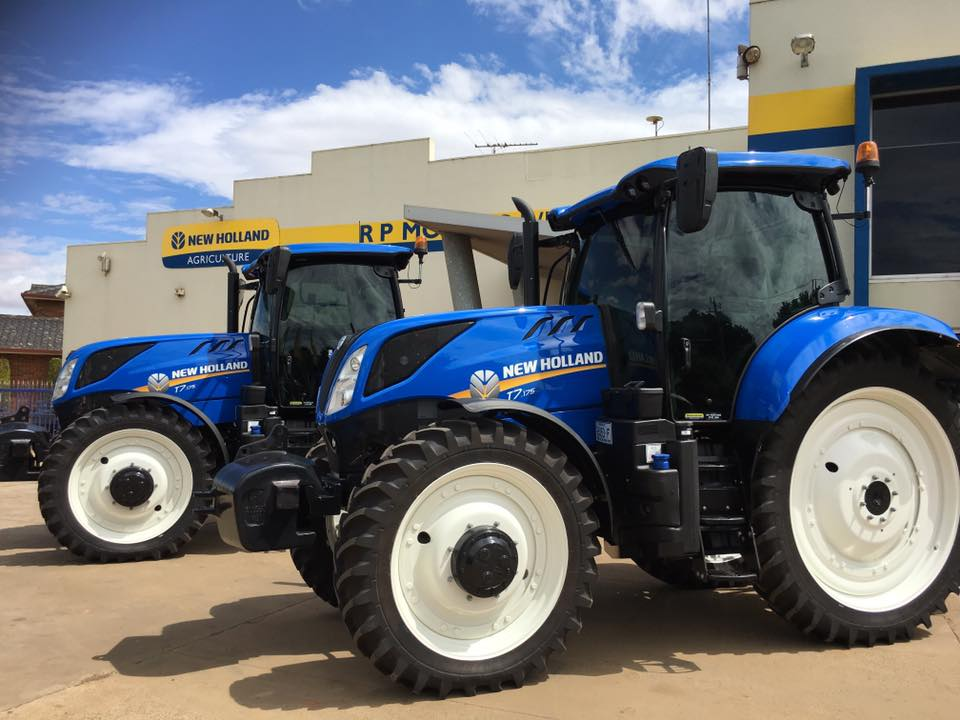
Трактори серії T7 виробництва австралійського підрозділу «New Holland» (RP Motors Pty. Ltd.)

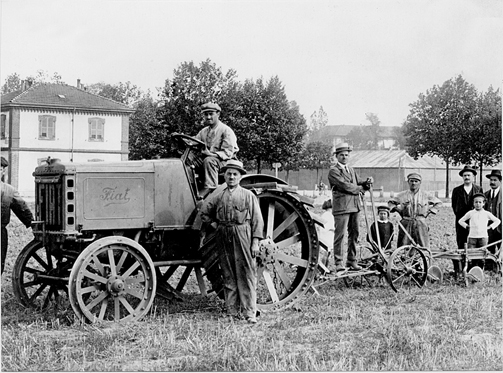
Трактор «Fiat». Випускався з 1918 року

У 1919 році «Fiat» придбав 80% акцій «Ford New Holland». «Fiat» на той час теж був помітним гравцем на ринку сільгосптехніки. У 1918 році представлений трактор «Fiat Model 702», який за рік був поставлений у серійне виробництво на заводі легкових та вантажних автомобілів у Турині та виграв Міжнародний конкурс оранки в Сенлісі (Франція). Модель 702 стала першим сільськогосподарським трактором «Fiat», а також першим італійським трактором, що випускався в промислових масштабах. У 1930-х роках засновник Fiat, сенатор Джованні Агнеллі, хотів, щоб його трактор став невід'ємною частиною сільського господарства Італії, тому започаткував асоціацію з італійськими сільськогосподарськими кооперативами. Компанія продовжувала зростати, і до кінця 1970-х років «Fiat Trattori» випустив уже понад мільйон тракторів.
У 1980-х роках «Fiat» придбав французьку компанію «Braud», засновану в 1870 році, яка представила стаціонарні молотарки фермерам Західної Франції в 1895 році. У 1975 році «Braud» випустив свій перший комбайн для збору винограду, модель 1020, як вдосконалена «Braud 1014», що став найпроданішим комбайном для винограду в історії виноградників (понад 2000 одиниць менш ніж за чотири роки).
З придбанням «Ford New Holland» компанія «New Holland» стала світовим виробником сільгосптехніки повного циклу, а процес інтеграції завершився офіційним запуском бренду на всесвітньому конгресі в Орландо, штат Флорида, у 1996 році.
Під власністю «Fiat» «New Holland NV» і «Case Corporation» об'єдналися в 1999 році, утворивши «CNH Global». Через антимонопольну політику «New Holland» довелося позбутися активів у «Laverda» та тракторному заводі «Versatile».

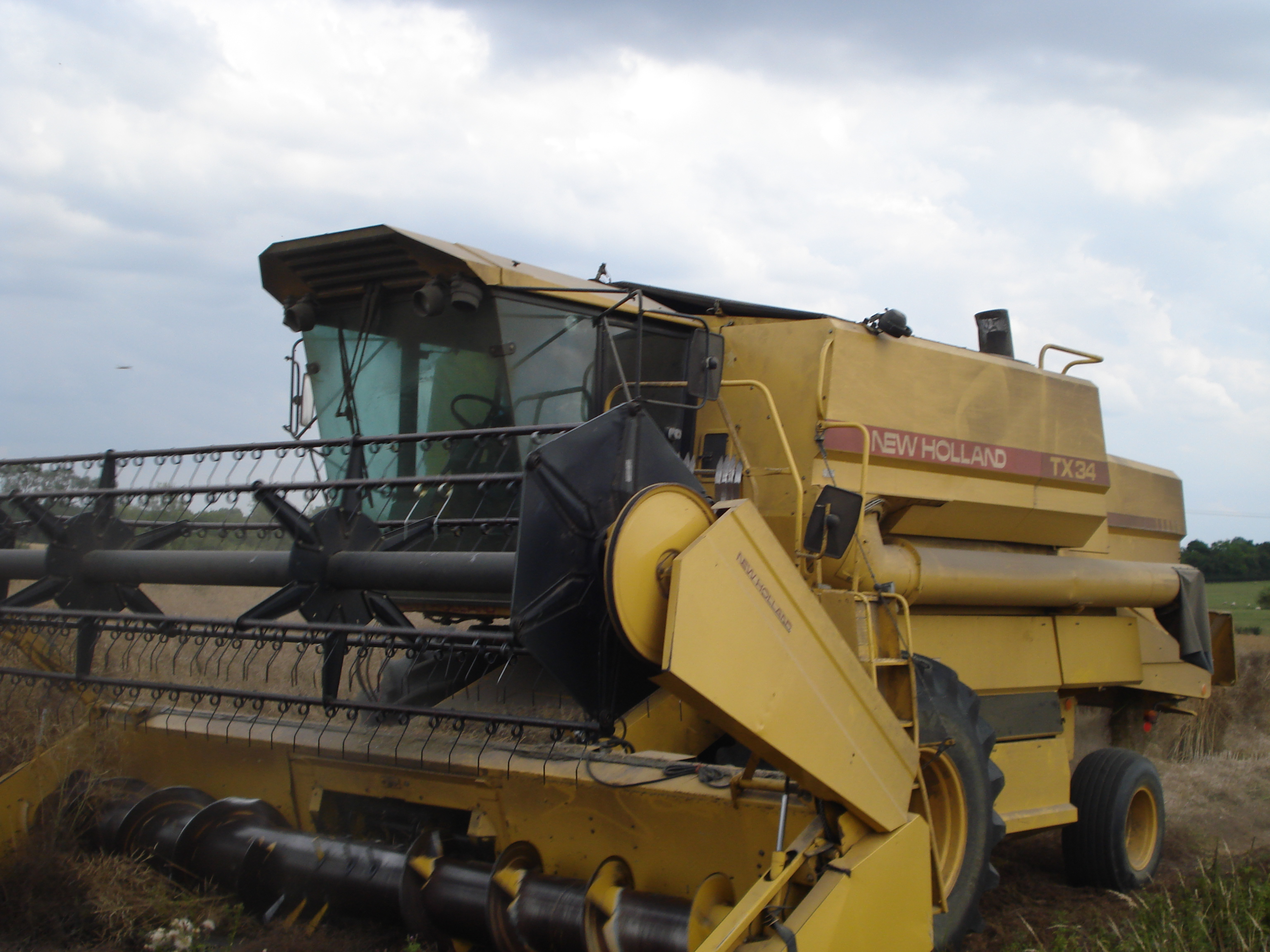
New Holland TX34 збирає ріпак

У 1990 році «Ford Motor Company» та мексиканська «Quimmco Group» створили спільне підприємство, що в 1993 році передано компанії «New Holland». У 1999 році назву компанії було змінено на «CNH de México».
«New Holland Fiat India Pvt. Ltd.», раніше компанія «New Holland Tractors India (Pvt.) Ltd.», створене в 1996 році як 100% дочірнє підприємство «CNH Global NV». Завод розташований неподалік від Нью-Делі.
У 1998 році «New Holland» придбала компанію «Bizon», виробника зернозбиральних комбайнів з польського Плоцька. Там розроблено комбайни для збирання зернових культур, насіння ріпаку, кукурудзи, насіння соняшнику та інших культур. «Bizon» утримував близько 60% польського ринку зернозбиральних комбайнів і розпочав розширення продажів у Латинській Америці, Пакистані, Білорусі та Україні.
У 1998 році «New Holland» створила спільне підприємство з компанією «Türk Traktör», що належить групі «Koç», найбільшого промислового конгломерату Туреччини. Завод, що базується в Анкарі, вже випускав трактори «Fiat» з часу створення у 1967 році спільного підприємства з «Fiat Group». У 2011 році завод випустив 600-тисячний трактор.
«Shanghai New Holland Agricultural Machinery Corporation Ltd.» засновано 1 січня 2002 року як спільне підприємство, що об'єднує «CNH» та «Shanghai Tractor and Internal Combustion Engine Corporation», лідера галузі на китайському ринку. Тепер це одне з найбільших спільних підприємств Китаю в галузі виробництва сільськогосподарської техніки
Того ж року представлена серія тракторів «New Holland TG», у якій було застосовано унікальне освітлення «Cat'sEye». Галогенне освітлення вільної форми було першим не тільки в конструкції тракторів, але й фактично передувало використанню цього типу освітлення в автомобільному дизайні. Практично на кожен наступний трактор вплинула оригінальна модель «TG New Holland».
З 2007 до 2010 роки «New Holland» була спонсором футбольного клубу «Ювентус». Тоді ж 500-тисячний трактор зійшов з виробничої лінії Єзі в Італії. У штаті Парана, Бразилія, перші трактори доставлені в рамках програми «Trator Solidário». Білий трактор T7050 подарований Папі Римському Бенедикту XVI.
У 2008 році компанія «New Holland Fiat India» випустила 100-тисячний трактор на своєму заводі в Нью-Делі, 200-тисячний комбайн, випущений у Зедельгемі, Бельгія, та 700-тисячний прес-підбирач у Нью-Голланді, США. На ринок вийшла модель роторного комбайна «CR9090 Elevation», що встановила новий світовий рекорд у зборі комбайнів, визнаний книгою рекордів Гіннеса.
У 2009 році компанія «New Holland Agricultural» представила перший у світі трактор на водні «NH2».
У 2010 році, після укладення угоди між «CNH» та «КамАЗ», новостворене спільне підприємство розпочало випуск нових тракторів «New Holland» моделей T9060, T9040 і T8050 і комбайнів CSX7080 і CSX7060 на виробничих потужностях у Набережних Челнах у Татарстані, Росія. У 2012 році до асортименту російського підрозділу додано трактор T8.330 та комбайн CX8080. Того ж року компанією випущено 150-тисячний трактор, виготовлений на індійському заводі. Завод Цедельгем відсвяткував 50 років у секторі самохідних кормозбиральних комбайнів випуском серії «FR9000 50th Anniversary Limited Edition».
У 2011 році «TürkTraktör», спільне підприємство «CNH» та «Koç Holding», відсвяткувало виробництво 600-тисячного трактора «New Holland TD 100D». «New Holland» є спонсором мережевих заходів з питань клімату, що проводяться кліматичними асоціаціями в партнерстві з Програмою ООН з довкілля (UNEP) та урядом Південної Африки в Дурбані.
У 2012 році «New Holland» виступила спонсором Конференції ООН зі сталого розвитку Ріо+20.

## Структура
Компанія присутня на ринках 170 країн. Основні представництва в Північній Америці — Нью-Голланд, штат Пенсільванія та Расін, штат Вісконсин, Південній Америці — Куритиба, Бразилія. У Європі «New Holland» охоплює основні ринки з філіями в містах Базілдон (Велика Британія), Копенгаген (Данія), Гайльбронн (Німеччина), Мадрид (Іспанія), Модена (Італія), Париж (Франція), Плоцьк (Польща), Санкт-Фалентин (Австрія) та Зедельгем (Бельгія).
Головне представництво для країн Африки, Близького Сходу, СНД, Азії (включно з Індією та Китаєм), Океанії розташоване в Лугано, Швейцарія. Операційні регіональні центри базуються в Стамбулі (Туреччина), Києві (Україна), Москві (Росія), Нью-Делі (Індія), Шанхаї (Китай), Сіднеї (Австралія), Ташкенті (Узбекистан), Бангкоку (Таїланд) та Йоганнесбурзі (ПАР). У Японії компанія представлена активами в спільному підприємстві, розташованому в Саппоро.
Виробничі потужності компанії включають 22 підприємства:

### Азія
- Дера-Газі-Хан, Пакистан: трактори, двигуни
- Харбін, Китай: трактори
- Велика Нойда, Індія: трактори
- Пуне, Індія: комбайни
- Шанхай, Китай: трактори
- Ташкент, Узбекистан: трактори

### Європа
- Сакар'я, Туреччина: трактори
- Анкара, Туреччина: трактори, двигуни
- Антверпен, Бельгія: комплектуючі[27]
- Базілдон, Велика Британія: трактори
- Кое, Франція: комбайни
- Круа, Франція: комплектуючі
- Єзі, Італія: трактори
- Лечче, Італія: навантажувачі
- Модена, Італія: комплектуючі
- Плоцьк, Польща: комбайни та прес-підбирачі
- Зедельгем, Бельгія: комбайни, прес-підбирачі
- Корк, Ірландія: трактори
- Оверум, Швеція: плуги
- Набережні Челни, Росія: трактори і комбайни

### Північна Америка

#### Мексика
- Керетаро: трактори і комплектуючі

#### США
- Фарґо, Північна Дакота: електроніка
- Гранд-Айленд, Небраска: комбайни
- Нью-Голланд, Пенсильванія: прес-підбирачі
- Расін, Вісконсин: трактори, трансмісії
- Вічита, Канзас: навантажувачі

#### Канада
- Саскатун, Саскачеван: сівалки

### Південна Америка

#### Аргентина
- Ферейра, Кордова: комбайни і трактори

#### Бразиліяl
- Ріу-Верді: обприскувачі, трактори та комбайни
- Куритиба: трактори і комбайни
- Пірасікаба: обприскувачі
- Сорокаба: комбайни